# ODU Steckverbindungssysteme
Die ODU GmbH & Co. KG ist ein internationaler Anbieter von Steckverbindungssystemen mit Hauptsitz in Mühldorf am Inn, Oberbayern. Die Unternehmensgruppe entwickelt und fertigt Steckverbindungen für eine Übertragung von Leistung, Signalen, Daten und Medien. Das Unternehmen beschäftigt weltweit etwa 2.600 Mitarbeiter. 2022 wurde ein Umsatz von 280 Mio. Euro erwirtschaftet.

## Geschichte
Die Unternehmensgründung ODUs geht auf eine Erfindung von Otto Dunkel zurück. Im Jahr 1937 hatte er, inspiriert von einem Strauchbesen, die Idee für einen neuen Kontakt: den Drahtfederkontakt. Dabei teilte er den Kontakt in Linien auf und schuf auf diese Weise einen konstanten Übergangswiderstand und immer gleichen Andruckkontakt. Otto Dunkel meldete den „federnden Steckerstift“ zum Patent an und gründete 1942 in Berlin ein eigenes Unternehmen. 1947 zog das Unternehmen an den heutigen Firmensitz nach Mühldorf am Inn. Dort wurde 1975 schließlich die ODU Steckverbindungssysteme GmbH & Co. KG gegründet. Im Jahr 1986 brachte ODU das modulare Rechteck-Steckverbindersystem ODU-MAC auf den Markt, 1990 die Rundsteckverbinder-Serie ODU MINI-SNAP. Seit 2010 entwickelt das Unternehmen auch Hochstrom-Steckverbinder für die Elektromobilität. 2011 startete das ODU AMC Rundsteckverbinder-System und ODU erzielte mehr als 100 Millionen Euro Umsatz. Heute hat ODU weltweit rund 2.600 Mitarbeiter, davon sind circa 160 Auszubildende und duale Studenten und circa 150 Mitarbeiter im Bereich Forschung & Entwicklung tätig. In Mühldorf sind derzeit etwa 1.400 Mitarbeiter (2022) beschäftigt.

## Produkte und Verbindungslösungen
ODU bietet Verbindungslösungen für die Übertragung von Leistung, Signalen, Daten und Medien. Die Produktpalette umfasst unter anderem Rundsteckverbinder und Rechtecksteckverbinder sowie Miniatursteckverbinder. Neben Standardlösungen bietet ODU auch kundenspezifische Steckverbindungen. Zusätzlich stellt das Unternehmen Komplettlösungen zur Verfügung, zum Beispiel die Kabelkonfektionierung. 2019 wurde das Produktportfolio um eine Mass Interconnect Lösung erweitert.

## Anwendungsbereiche
ODU Steckverbinder kommen in den folgenden Märkten zum Einsatz: in der Medizintechnik, der Militär- und Sicherheitstechnik, der Elektromobilität, der Energietechnik, der Industrieelektronik sowie der Mess- und Prüftechnik.

## Internationale Standorte
Der Hauptsitz der Firmengruppe ist Mühldorf am Inn. Darüber hinaus verfügt ODU über weitere Produktionsstandorte in Sibiu/Rumänien, Camarillo/USA, Shanghai/China und Tijuana/Mexiko. Dazu kommt ein internationales Vertriebsnetzwerk mit 13 Vertriebsstandorten in England, Frankreich, Schweden, Dänemark, Italien, Österreich, Korea, den USA, China und Japan sowie zahlreichen weltweiten Vertriebspartnern.